# Кіслинська сільська рада
Кісли́нська сільська рада (рос. Кислинский сельский совет) — сільське поселення у складі Асекеєвського району Оренбурзької області Росії.
Адміністративний центр — село Кісла.

## Населення
Населення — 256 осіб (2019; 333 в 2010, 376 у 2002).

## Склад
До складу сільської ради входять:
| Населений пункт      | Населення, осіб (2002) | Населення, осіб (2010) |
| -------------------- | ---------------------- | ---------------------- |
| Кзил-Юлдуз, селище   | 33                     | 43                     |
| Кісла, село          | 297                    | 268                    |
| Муслімовка, селище   | 14                     | 23                     |
| Хлібодаровка, селище | 5                      | 0                      |